# San Juan del Cesar
San Juan del Cesar is een gemeente in het Colombiaanse departement La Guajira. De gemeente, gesticht op Sint Johannes de Doper, 24 juni 1701, telt 29.532 inwoners (2005).
Albania · Barrancas · Dibulla · Distracción · El Molino · Fonseca · Hatonuevo · La Jagua del Pilar · Maicao · Manaure · Riohacha · San Juan del Cesar · Uribia · Urumita · Villanueva